# EVTOL

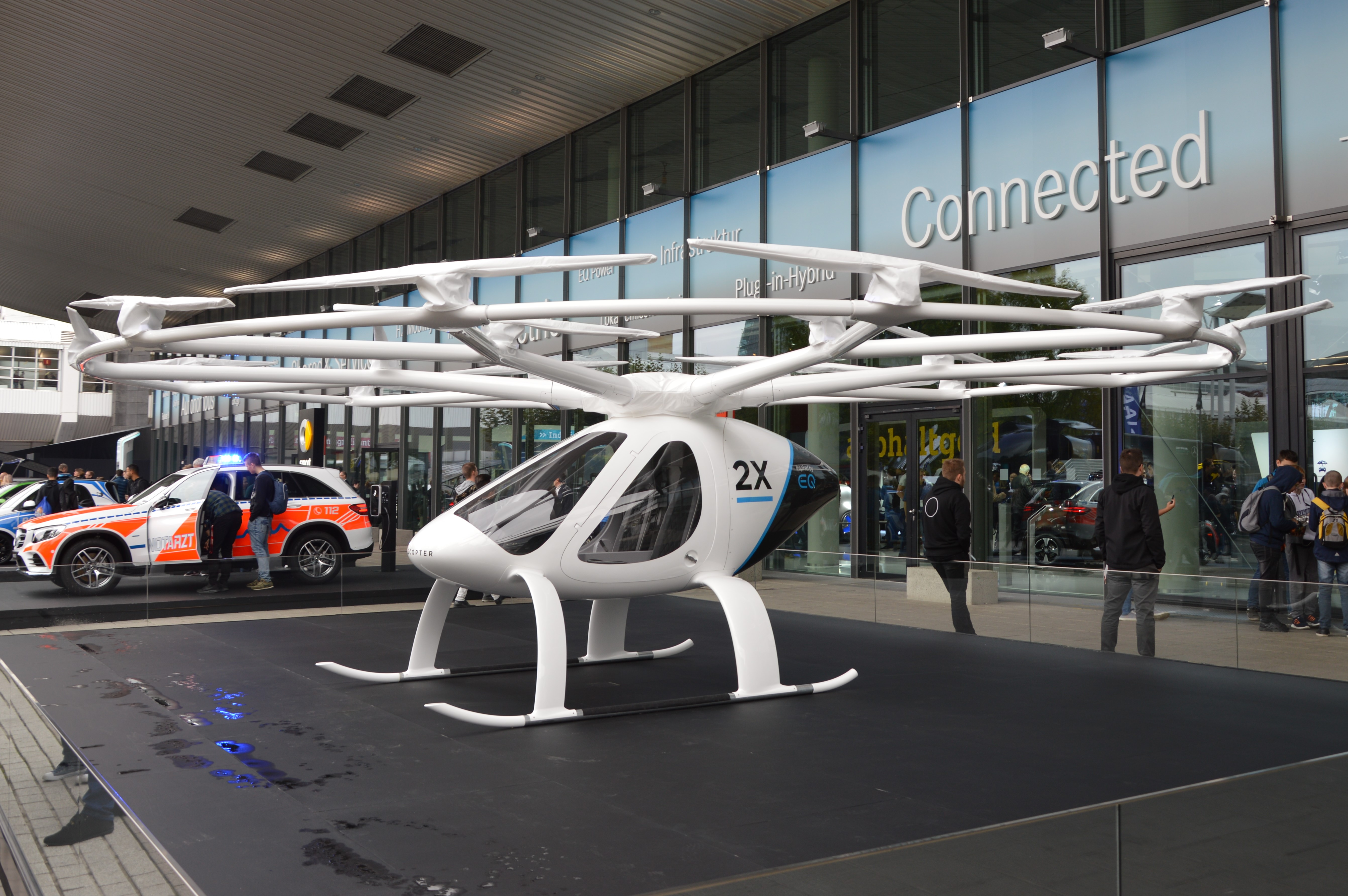
Volocopter 2X a l'IAA 2017. Avió elèctrica ultralleuger VTOL (enlairament i aterratge vertical) d'ala giratòria. Certificació com a "multicopter lleuger esportiu". Al fons: un vehicle de resposta ràpida amb barra de llum LED blava; la llum blava es reflecteix en els bassals d'aigua. Foto retallada, però encara no s'ha processat més.

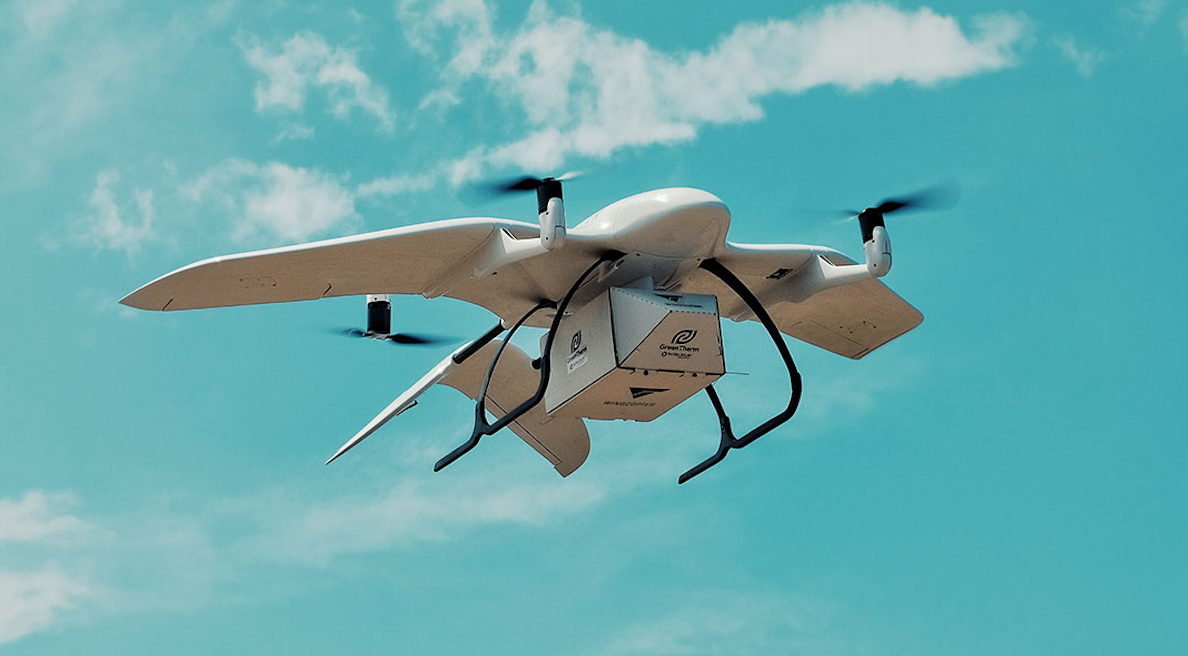
Wingcopter 178 HL en un vol de lliurament de vacunes a Vanuatu.

Un avió d'enlairament i aterratge vertical elèctric (amb acrònim anglès eVTOL) és una varietat d'aeronaus VTOL (enlairament i aterratge vertical) que utilitza energia elèctrica per volar, enlairar-se i aterrar verticalment. Aquesta tecnologia va sorgir gràcies als grans avenços de la propulsió elèctrica (motors, bateries, piles de combustible, controladors electrònics) i la creixent necessitat de nous vehicles per a la mobilitat aèria urbana (taxi aeri). Els exemples estan sent desenvolupats per companyies d'aeronaus com Boeing, Airbus, Embraer, Honda, Toyota, Hyundai, Overair i la NASA.
El concepte d'avió eVTOL va sorgir l'any 2009 quan un vídeo del concepte eVTOL Puffin de la NASA es va fer viral l'11 de novembre de 2009 que mostrava la representació del concepte d'una sola persona de la tecnologia i el concepte en vol. Després d'això, el primer article de Puffin a la Conferència d'especialistes de VFS sobre Aeromecànica, el 9 de gener de 2010. Aquest concepte va utilitzar una nova tecnologia desenvolupada a la NASA anomenada Distributed Electric Propulsion (DEP). Es van publicar articles addicionals de Puffin el 13 de setembre a la 10a Conferència AIAA ATIO, NASA Puffin Electric Tailsitter VTOL Concept i Puffin Redundant Electric Powertrain System. Aquest va ser seguit ràpidament el 2011 per diversos esforços de la indústria, a saber, el AugustaWestland Project Zero (Itàlia), el Volocopter VC1 (Alemanya) i l'Opener BlackFly (EUA). Va ser presentat oficialment per la Societat de Vol Vertical i l'Institut Americà d'Aeronàutica i Astronàutica (AIAA) el 2014 durant el "Taller conjunt de conceptes de vol vertical transformador sobre l'habilitació de nous conceptes de vol mitjançant noves arquitectures de propulsió i energia" celebrat a Virgínia.
Des de llavors, hi ha hagut un augment significatiu de l'interès dels fabricants d'avions pels eVTOL, i empreses com Boeing, Airbus i Bell també han treballat en aquesta tecnologia:
- Airbus A³ Vahana es va presentar el 2017 al Saló Aeri de París, primer vol el gener de 2018.
- Boeing - Aurora Flight Sciences PAV, en desenvolupament des del 2017, primer vol el 2019.
- Bell Nexus 6HX presentat al CESp 2019.

A més d'aquests grans fabricants d'avions, les startups han tingut un paper important en el desenvolupament d'aquests vehicles aeris i de vegades havien estat líders en avenços tecnològics.
Uber va publicar un article sobre un projecte anomenat Elevate, coautor de Jeff Holden, Nikhil Goel i Mark Moore. El document exposava la viabilitat d'un sistema de transport aeri sota demanda. Aquest document, juntament amb les cimeres anuals d'Elevate posteriors que la companyia va acollir del 2017 al 2019, va ajudar a avançar els conceptes d'avions eVTOL i mobilitat aèria urbana (UAM) des d'un concepte de ciència-ficció fins a un potencial sector aeroespacial desenvolupat per desenes de projectes de desenvolupament.
La majoria dels dissenys actuals funcionen amb bateries, encara que alguns dissenys utilitzen piles de combustible d'hidrogen. Actualment, les bateries pateixen poca energia específica (provocant problemes d'autonomia i, per tant, de seguretat). Les piles de combustible han patit anteriorment una potència específica més baixa (que podria ser massa baixa per a l'enlairament/aterratge vertical), però els dissenys més nous afirmen haver resolt aquest problema amb una potència específica molt més alta. També hi ha propostes d'utilitzar bateries per a l'enlairament/aterratge, i piles de combustible d'hidrogen per al creuer.